# 聖安德烈鄉
47°04′00″N 21°52′00″E / 47.0667°N 21.8667°E
聖安德烈鄉（羅馬尼亞語：Comuna Sântandrei, Bihor），是羅馬尼亞的鄉份，位於該國西北部，由比霍爾縣負責管轄，面積28平方公里，海拔高度112米，2007年人口3,978，人口密度每平方公里141人。